# Herminiinae
Herminiinae — підродина метеликів родини квітососові, яка містить кілька десятків родів з сотнями видів, точна кількість представників невідома. В Україні відомо принаймні 11 видів.

## Систематика
Станом на 2009 рік більшість дослідників вважали цю групу підродиною родини совкових, низка ентомологів відносили їх до квітососових, а окремі вчені виділяли в окрему родину. Кладистичний аналіз 2012 року відніс совок-п'ядунів до квітососових разом з еволюційно близькою (хоча й зовнішньо відмінною) групою Aganainae.

## Опис
Herminiinae — це невеликі, тьмяно забарвлені метелики. На 8-му стерніті черевця самця розташовані спеціальні волоскові китиці, які виділяють феромони. Часто цей одиничний орган має бічні вирости. Губний полапок довгий, його третій сегмент тонкий і витягнутий.
Личинки більшості видів харчуються мертвим чи зів'ялим листям, лише деякі — на живих рослинах. Черевні ноги гусениць повністю розвинені або трохи редуковані.

## Роди
- Ableptina
- Abriesa
- Abseudrapa
- Aburina
- Adrapsa
- Adrapsoides
- Alelimma
- Aristaria
- Bertula
- Bibacta
- Bleptina[en]
- Bocana
- Carteris
- Catadoides
- Cheillophota
- Chytolita
- Chusaris
- Compsenia
- Coscaga
- Coxina
- Cristatopalpus
- Diplodira
- Dogninades
- Drepanopalpia
- Drucuma
- Dyspyralis
- Echanella
- Edessena
- Egnasides
- Enedena
- Erastrifacies
- Eublemmara
- Eugoniella
- Globosusa
- Gustiana
- Gynaephila
- Hepsidera
- Herminia
- Hydrillodes
- Hypenula
- Idia (syn. Reabotis)
- Kyneria
- Lascoria
- Lithilaria
- Lophocoleus
- Lysimelia
- Machaeropalpus
- Macristis
- Macrochilo
- Mamerthes
- Mardara
- Margiza
- Maronia
- Marzigetta
- Mastigia
- Mastixis
- Megachyta
- Megaloctena
- Mosopia
- Nodaria
- Orectis[en]
- Palthis[en]
- Paracolax[en]
- Phalaenophana[en]
- Phalaenostola[en]
- Phlyctaina[en]
- Physula[en]
- Polypogon[en]
- Redectis[en]
- Rejectaria[en]
- Renia
- Salia
- Sinarella
- Simplicia
- Tetanolita[en]
- Zanclognatha[en]